# Cerotainia propinqua
Cerotainia propinqua är en tvåvingeart som beskrevs av Ignaz Rudolph Schiner 1868. Cerotainia propinqua ingår i släktet Cerotainia och familjen rovflugor.
Artens utbredningsområde är Colombia. Inga underarter finns listade i Catalogue of Life.